# ギガヘルツ
ギガヘルツ (GHz) は国際単位系における周波数の単位で、109ヘルツ (Hz) (= 1000000000 Hz)、1000メガヘルツ (MHz)、0.001テラヘルツ (THz) に相当する。1ギガヘルツの1周期は10−9秒=1ナノ秒 (ns) となる。

## 電磁波におけるギガヘルツ
電磁波においてギガヘルツ帯の電波は非常に直進性が高く見通し距離外へは届きにくい。ギガヘルツ帯の電波は携帯電話、電子レンジ、レーダー、無線LAN等に利用されている。
- マイクロ波
  - 極超短波 (UHF) 0.3–3 GHz
  - センチメートル波 (SHF) 3–30 GHz
  - ミリ波 (EHF) 30–300 GHz
  - サブミリ波 300–3000 GHz

無線通信の専門家は、周波数帯に以下のような名称をつけている。
- Lバンド 1–2 GHz
- Sバンド 2–4 GHz
- Cバンド 4–8 GHz
- Xバンド 8–12 GHz
- Kuバンド 12–18 GHz
- Kバンド 18–27 GHz
- Kaバンド 27–40 GHz
- Vバンド 40–75 GHz
- Wバンド 75–110 GHz

## コンピュータにおけるギガヘルツ
1999年には既にオーバークロックによって 1 GHzを超える動作をしている。一般向けとしても2000年に、インテル、AMDなどのCPUベンダ各社が、1 GHzを超えるクロック周波数で動作するデスクトップPC向けマイクロプロセッサを発表した。CPUベンダ各社は、ギガヘルツの壁の突破を主題とした大々的なマーケティングキャンペーンを行った。
やがて市場はローエンドPCでもほぼ 1 GHz以上のプロセッサで占められるようになったが、一方で上位プロセッサは 4 GHz以上へのクロック向上が思うように進まなくなり、各社はマルチコア化などの手法でクロックあたりの性能を高める方向に転換した。少なくとも2008年頃には一般に市販されているマイクロプロセッサの多くは、1.6 GHzから 3.2 GHzのクロック周波数で動作するものが中心となっていた。ただし、この頃は低消費電力が要求されるネットブック向けにIntel A100のような 1 GHzを下回るプロセッサも依然としてWindows用途に出荷されていた。
2012年頃からは技術の向上で定格クロックが 4 GHzを超えるPC向けプロセッサも登場するようになった。その一方で、従来ハイエンド向けだったマルチコア技術がローエンドでも使われるようになり、性能を維持したままクロックを下げられるようになった。C-60、Celeron 847、VIA Nanoの一部などは消費電力低減を目的として、Windows PC用途としてはぎりぎり（1.0 - 1.2 GHz程度）までクロックが下げられているにもかかわらず、ネットブックのみならず自作PC用マザーボードや中型以上のノートPCにも採用されていた。結果的にPCで使われるプロセッサの動作クロック範囲は、以前よりやや幅広くなってきている。こうした傾向は年々顕著になり、例えば第11世代Core（Tiger Lake）などはCore i7クラスの上位CPUであってもモバイル版であれば定格クロックが 1.0 GHzを下回るものが珍しくなく、その分Turbo Boostで高いクロックが出せるようになっており、定格クロックだけでなく最大クロックが考慮されるようになってきている。しかし2022年の第12世代Alder Lakeマイクロプロセッサに至っては、Turbo Boostの無い完全な1.0GHz以下のコアからなる組み込みCPUとしてCeleron 7305E（Pコア1.0 GHz / Eコア0.9 GHz）も登場し、主として産業用の小型PC（シングルボードコンピュータ製品）で採用された。

### Windowsの動作要件としての1ギガヘルツ
クライアント向けWindowsの動作要件としても「1 GHz以上のプロセッサ」という条件が常態化している。2006年に登場したWindows Vistaは2種類の動作要件を用いており、基本的な動作のみ保証する「Windows Vista Capable」では800MHz以上のプロセッサとされたが、全ての機能を保証する「Windows Vista Premium Ready」で定義された「1 GHz以上」が実質的な最低ラインとなった。実際、Vistaよりも軽快と言われるWindows 7 - 10ですら、「1 GHz以上のプロセッサ」が動作クロック面での最小要件となっている。Windows 11では64ビットや2コア以上などの条件は付いたものの、（最低でも1基のコアは）1 GHz以上というCPUクロック条件は据え置かれた。2011年にVistaのOEM販売が終了して以降は、現行で一般販売されているPC向けのWindowsがいずれも1ギガヘルツ以上で動作するプロセッサを動作要件とするようになってしまい、1 GHzに満たないプロセッサは一般的なWindows用途のPC向け製品としては姿を消したかに見えた。むろんWindowsでない小型タブレット端末の一部や、FreeDOSなどの特殊用途PCなどでは 1 GHzに満たないプロセッサも存在した。
ところが2014年ごろになると前述のようにTurbo Boost時のみ高いクロックを出すことで定格クロックを 1 GHz未満に抑えたプロセッサも普通にWindows PCに採用されるようになっており、例えばモバイル（パッド型）やNUC向けのWindows PCで採用されている省電力プロセッサ「Core M-5Y10」は、定格クロックが800MHzしかない。こうしたCPUが開発されている理由として、低クロックであっても技術の進歩により以前の（1 GHz以上の）CPUよりも高い性能を実現したことが挙げられている。現実問題としてWindowsの動作要件では、64ビット版Windowsに対するx64命令などといったCPU機能の対応は必須である一方で、動作クロックなどのマシンパワーの面についてはアプリケーションの互換性に配慮したものであり、特にMicrosoft Officeなどにおける最小システム要件に合わせたものである。

## 符号位置
| 記号 | Unicode | JIS X 0213 | 文字参照          | 名称           |
| ---- | ------- | ---------- | ----------------- | -------------- |
| ㎓   | U+3393  | -          | &#x3393; &#13203; | ギガヘルツ記号 |